# Ortogeneza
Ortogeneza (grč. ὀρϑός: pravilan, ravan + grč. γένεσıς: rođenje), ortogenetska evolucija, progresivna evolucija ili autogeneza (grč. αὐτός: sam, jedini), hipoteza da život ima urođenu tendenciju evoluirati na jednosmjeran način zbog nekih unutarnjih ili vanjskih "pogonskih sila". Hipoteza se temelji na esencijalizmu i kozmičkoj teleologiji te predlaže intrinzički nagon koji polagano transformira vrstu. George Gaylord Simpson (1953.) u napadu na ortogenezu nazvao je taj mehanizam "misterioznom unutarnjom silom". Klasični zagovornici ortogeneze odbacuju teoriju prirodne selekcije kao organizacijskog mehanizma evolucije, i teoriju specijacije te umjesto toga predlažu pravosmjeran model vođene evolucije koja djeluje na diskretne vrste s "biti". Termin ortogeneza popularizirao je Theodor Eimer iako su mnoge ideje puno starije (Bateson 1909).

## Više informacija
- eklipsa darvinizma
- evolucija kompleksnosti
- facilitirana varijacija
- povijest evolucijske misli
- zakon kompleksnosti/svjesnosti
- teleonomija